# Lysidice punctata
Lysidice punctata är en ringmaskart som beskrevs av Grube 1855. Lysidice punctata ingår i släktet Lysidice och familjen Eunicidae. Inga underarter finns listade i Catalogue of Life.